# Bud Schultz
William Schultz, detto Bud (Meriden, 21 agosto 1959), è un ex tennista statunitense.

## Carriera
È stato attivo nel finire degli anni 1980 riuscendo ad issarsi fino alla 40º posizione mondiale nel marzo del 1986. Ha raggiunto una finale in singolare e due nel doppio senza tuttavia uscirne vincitore, negli Slam ha raggiunto il terzo turno agli Australian Open 1987 e agli US Open 1985 venendo sconfitto rispettivamente da Yannick Noah e da John McEnroe.

## Statistiche

### Singolare

#### Finali perse (1)
| Numero | Anno         | Torneo                  | Superficie | Avversario in finale | Punteggio          |
| 1.     | gennaio 1986 | Auckland Open, Auckland | Cemento    | Mark Woodforde       | 4–6, 3–6, 6–3, 4–6 |